# Ikarus Kurir
Ikarus Kurir je jugoslavenski zrakoplov razvijen sredinom 50-ih za potrebe JRV i aeroklubova.

## Dizajn i razvoj
Razvoj Kurira započinje sredinom 50-ih kako bi se zamijenili dotadašnji avioni tipa Roda. Razvijan je od strane dizajneroskog tima Borisa Cijana a izrađivan je u pogonima Ikarusa od 1958. – 1961. Osnovna namjena Kurira je bila održavanje veze, prijevoz ranjenika te vuča letjelica; no kasnije se iznimno često koristio u aero klubovima te su iz njega izvedeni brojni padobranski skokovi. Po izgledu, Kurir je viskokrilac s ne uvlačećim stajnim trapom. Pokreće ga jedan Lycoming klipni motor. Unutar kabine ima tri sjedišta, za pilota i dva putnika. Zrakoplov je izrađen od metalne konstrukcije i platna.
20. rujna 1958. na Dunavu je testirana i hidro-verzija Kurira koji je imao plovke umjesto kotača no zbog nedostatka sredstava ova inačica nikada nije zaživjela.  Iste je godine započeta i isporuka zrakoplova zrakoplovstvu. Nakon reorganizacije JRV 1961. sve eskadrile za vezu su bile opremljene ovim zrakoplovom.

## Tehničke karakteristike
Osnovne karakteristike
- dužina: 9,5 m
- raspon krila: 14,4 m
- površina krila: 27 m2
- visina: 2,48 m